# 龐巴迪CRJ
龐巴迪CRJ（即的縮寫，意为加拿大區域客機）系列客機，是加拿大龐巴迪宇航公司所生產的支線客機系列，目前品牌已由日本三菱重工旗下的子公司MHIRJ Aviation Group經營。

## 發展
龐巴迪宇航公司於1987年決定研發20-100座級的支線客機，其產品的飛行距離相對地較為短，載客量也較低，但能提供較密集的航班，這一點是一般大型客機做不到的。
2019年6月26日，龐巴迪以5.5億美元現金出售支線客機業務龐巴迪CRJ給三菱重工，與此同時，三菱重工還會承擔該業務項目約2億美元的負債。自此，龐巴迪則退出商業航空領域，三菱重工則會獲得CRJ飛機項目的維修、支持、翻新、營銷和銷售業務，還有相關的服務和支持網絡及適航認證；但是，按照三菱重工的計劃，以後不會在日本單獨生產CRJ，而是將有關技術轉移至三菱SpaceJet，並且只會生產CRJ備件。最後一架新造的CRJ，已於2020年12月21日完成組裝，將於完成安裝引擎及試飛後交付達美航空。

## 機型

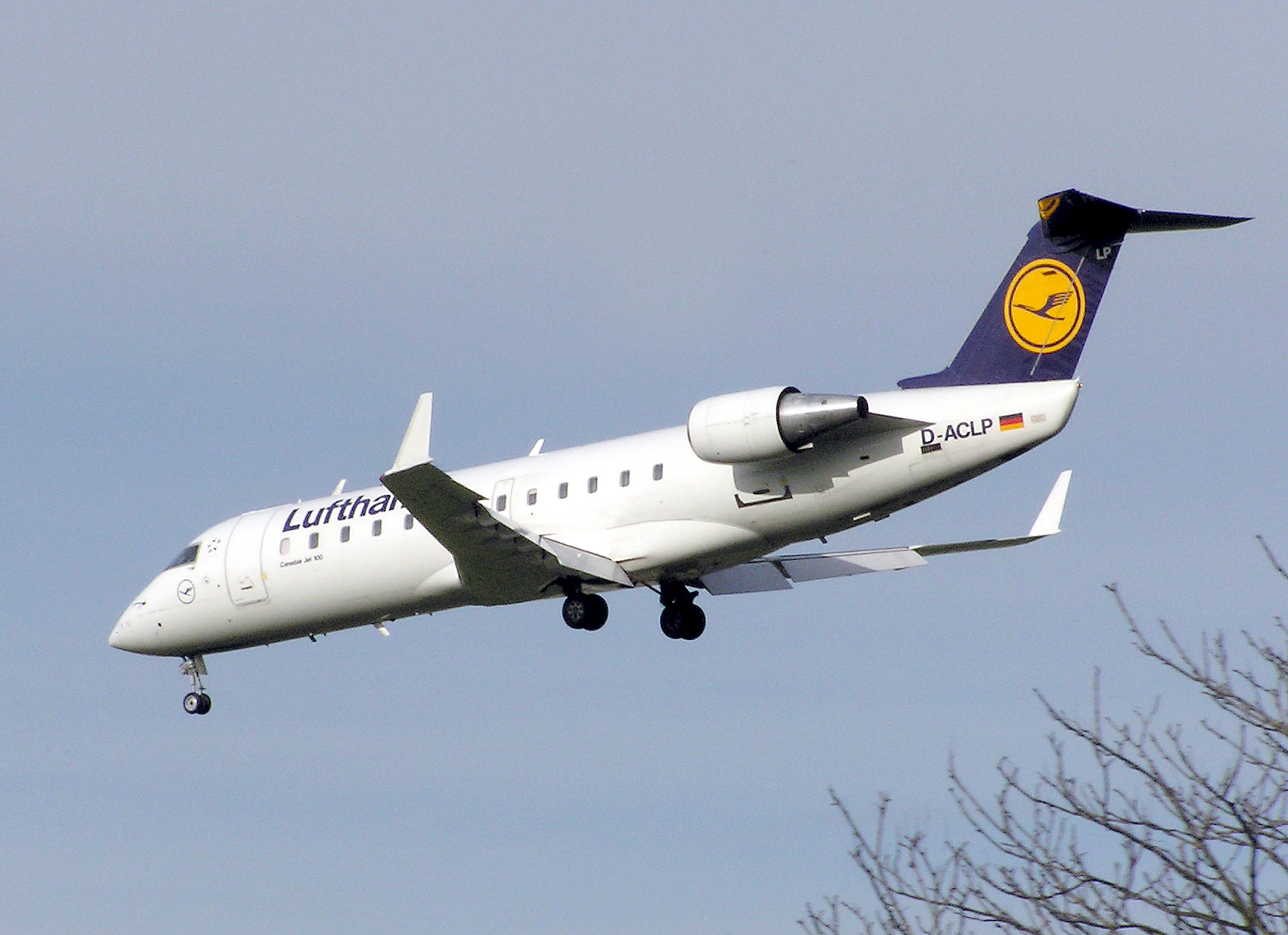
漢莎航空的CRJ-100LR

### CRJ-100/200

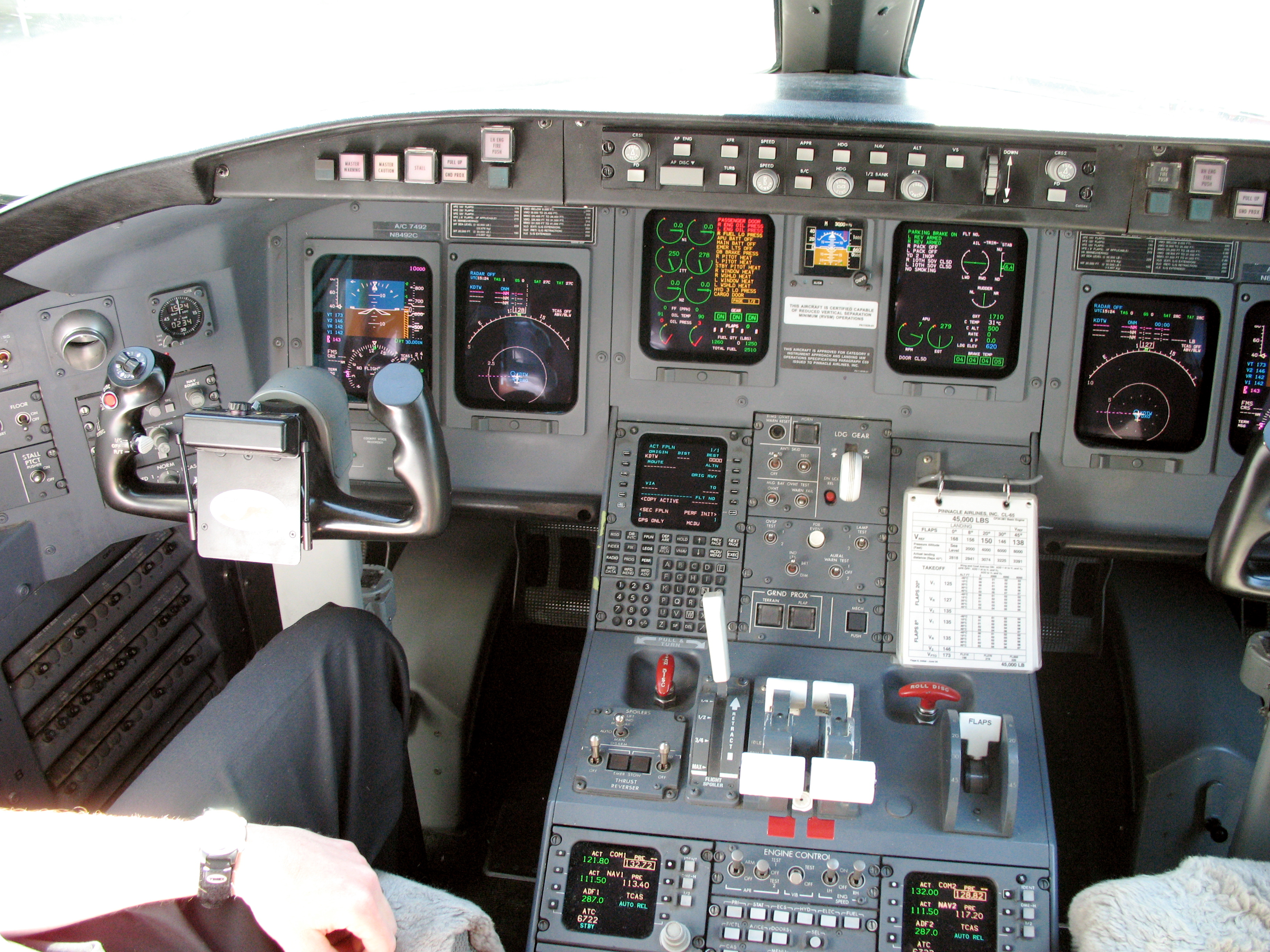
CRJ的駕駛艙

CRJ-100和CRJ-200是50座級的支線噴氣飛機，也是龐巴迪宇航公司初期研發的產品。
- CRJ-100

此機型發展自挑戰者CL-601，在原機的基礎上增長6.10米，使用2台通用電氣CF34-3A1高函道比涡扇发动机。於1991年5月10日首飞，1992年7月31日获加拿大頒發适航证书，1993年获歐洲和美國頒發适航证书。
該型飛機啟此客戶為汉莎城際航空，飛機於1992年10月19日交付。
- CRJ-200

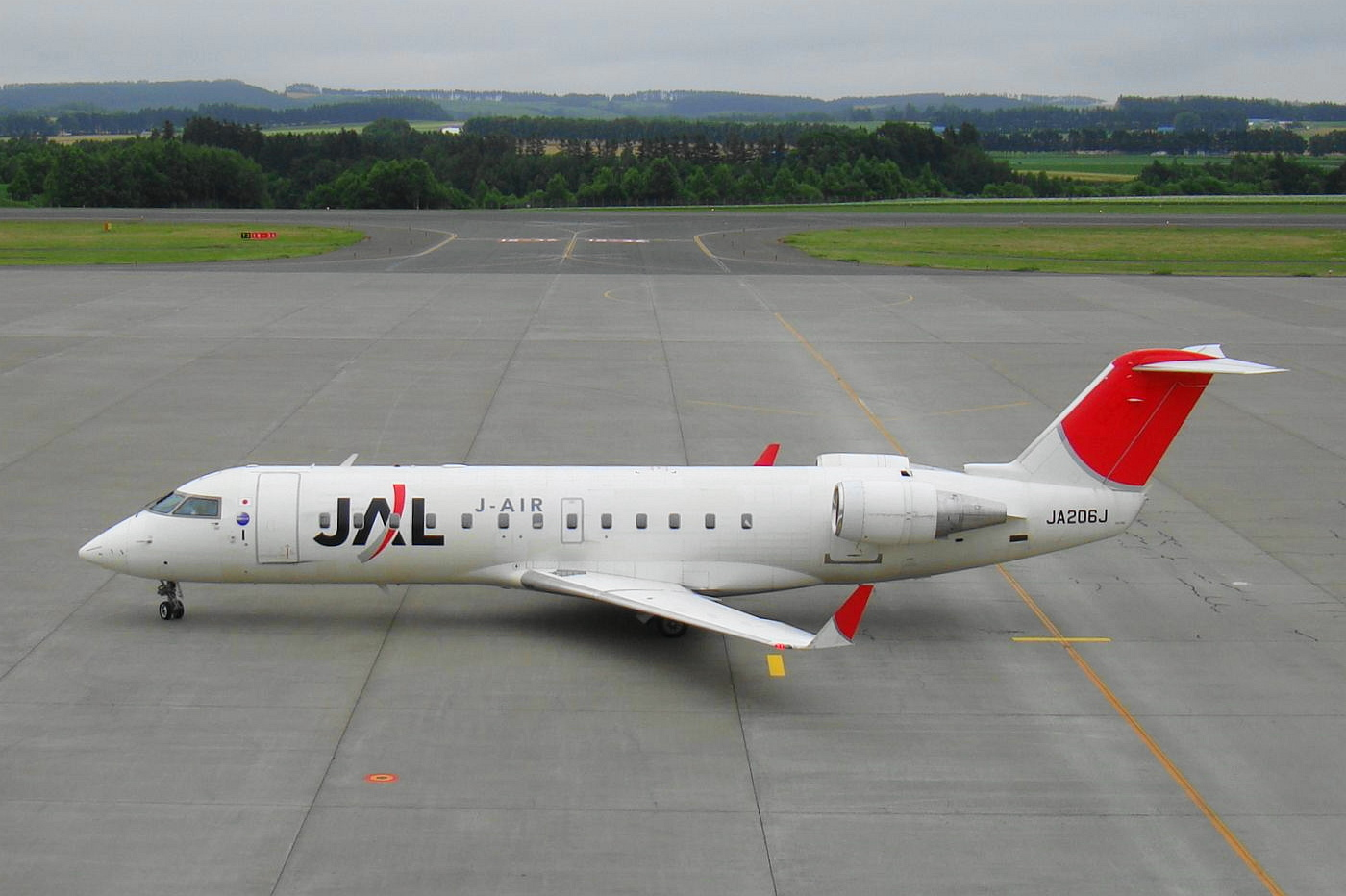
日本航空的CRJ-200ER

該型飛機機體與CRJ-100一樣，發動機改為使用通用电气CF34-3B1发动机，續航能力增加至3713公里。此系列只需要兩名機師及一位機艙服務員。龐巴迪宇航公司也接到了大量訂單。于1995年推出，是目前的标准生产型，1996年1月15日开始交付使用。
- CRJ-440

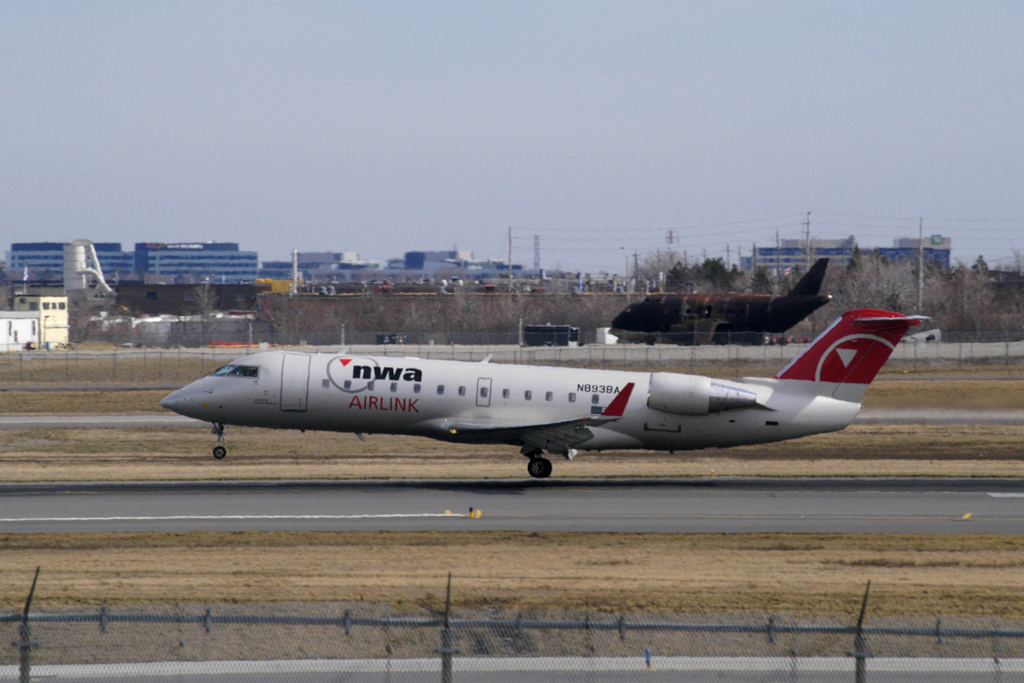
西北航空的CRJ-440

該機型是龐巴迪宇航應西北航空的要求進行改型的版本，與CRJ-100/200同属于50座级，載客量44人。2002年1月交付。
- 挑戰者850

CRJ-200的公務機版本。

### CRJ-700系列

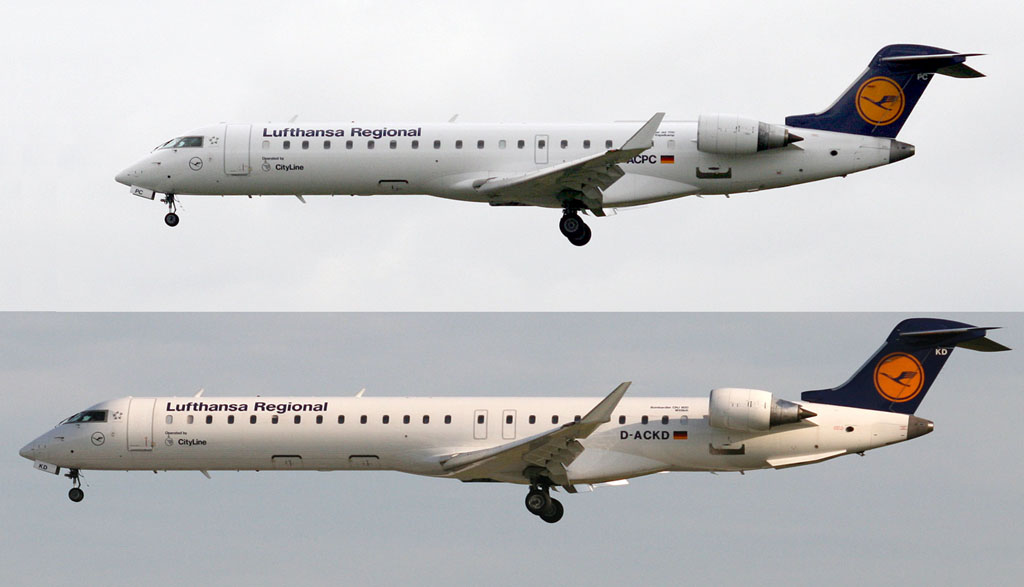
漢莎城際航空CRJ-700（上）與CRJ-900（下）的對比圖

CRJ-700系列是70座级支线喷气飞机，1997年1月21日启动研製計劃，最初型号定为CRJ-X。
CRJ-700系列在CRJ-200的基础上，配备前缘缝翼和新的机身结构，並安装推力更大的通用电气CF34-8系列发动机。
- CRJ-701/702

1999年首航，載客量為70-78人，續航力達3676公里，最高巡航速度達0.825馬赫（即473節，544英里每小時，875公里每小時），基本上是200型的延長版。龐巴迪宇航公司一共接到超過250個訂單。該型於1999年5月29日首飞，2000年1月26日交付給法国不列特航空。
- CRJ-705

該機型是龐巴迪宇航應加拿大航空的要求進行改型的版本；在CRJ-701/-702的基礎上增長機身和加大翼展，並對內部客艙進行重新佈局，载客量可达75人。

### CRJ-900系列
- CRJ-900

該機型屬於90座级。2000年7月24日启动研制计划，2001年2月21日首飞，2003年1月30日交付到美國梅萨航空集团
CRJ-900是在CRJ-700的基礎增長後的機型。

### CRJ-1000系列

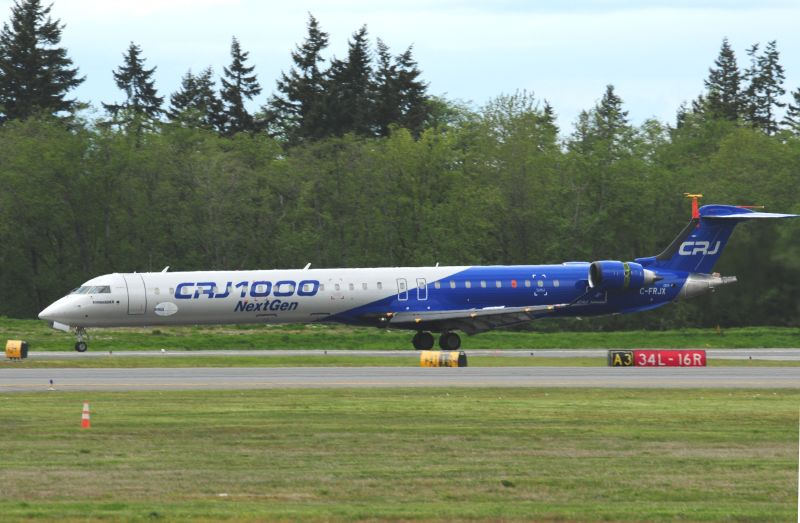
CRJ-1000

CRJ-1000是一架載客量將超越100人的飛機，在2010年12月14日投入服務，目前是CRJ系列中最大、最新的成員。主要競爭型號為巴西航空工業E系列。

## 規格
| 型號                 | CRJ100                                                                      | CRJ200                                                                      | CRJ700 | CRJ705 | CRJ900 | CRJ1000 |
| -------------------- | --------------------------------------------------------------------------- | --------------------------------------------------------------------------- | --- | --- | --- | --- |
| 飛行員人數           | 2                                                                           | 2                                                                           | 2 | 2 | 2 | 2 |
| 載客量               | 50（单舱布局）                                                              | 50（单舱布局）                                                              | 70-78（单舱布局） 66（两舱布局）                                                                              | 86（单舱布局） 74（两舱布局）                                                                                 | 86-90（单舱布局）                                                                                             | 100（单舱布局）                                                                                                   |
| 長度                 | 26.77米（87呎10吋）                                                         | 26.77米（87呎10吋）                                                         | 32.51米（106呎8吋）                                                                                           | 36.40米（119呎4吋）                                                                                           | 36.40米（119呎4吋）                                                                                           | 39.13米（128呎4.7吋）                                                                                             |
| 翼展                 | 21.21米（69呎7吋）                                                          | 21.21米（69呎7吋）                                                          | 23.24米（76呎3吋）                                                                                            | 24.85米（81呎6吋）                                                                                            | 24.85米（81呎6吋）                                                                                            | 26.18米（85呎10.6吋）                                                                                             |
| 高度                 | 6.22米（20呎5吋）                                                           | 6.22米（20呎5吋）                                                           | 7.57米（24呎10吋）                                                                                            | 7.51米（24呎7吋）                                                                                             | 7.51米（24呎7吋）                                                                                             | 7.50米（24呎6吋）                                                                                                 |
| 機翼面積             | 48.35平方米（520.4平方呎）                                                  | 48.35平方米（520.4平方呎）                                                  | 70.61平方米（760平方呎）                                                                                      | 70.61平方米（760平方呎）                                                                                      | 70.61平方米（760平方呎）                                                                                      | 77.4平方米（833平方呎）                                                                                           |
| 機身最大直徑         | 2.7米（8呎10吋）                                                            | 2.7米（8呎10吋）                                                            | 2.7米（8呎10吋）                                                                                              | 2.7米（8呎10吋）                                                                                              | 2.7米（8呎10吋）                                                                                              | 2.7米（8呎10吋）                                                                                                  |
| 機艙最大寬度         | 2.57米（8呎5吋）                                                            | 2.57米（8呎5吋）                                                            | 2.57米（8呎5吋）                                                                                              | 2.57米（8呎5吋）                                                                                              | 2.57米（8呎5吋）                                                                                              | 2.57米（8呎5吋）                                                                                                  |
| 機艙高度             | 1.89米（6呎2吋）                                                            | 1.89米（6呎2吋）                                                            | 1.89米（6呎2吋）                                                                                              | 1.89米（6呎2吋）                                                                                              | 1.89米（6呎2吋）                                                                                              | 1.89米（6呎2吋）                                                                                                  |
| 空重                 |                                                                             |                                                                             | 19,731公斤（43,500磅）                                                                                        | 21,433公斤（47,250磅）                                                                                        | 21,433公斤（47,250磅）                                                                                        | 23,179公斤（51,100磅）                                                                                            |
| 無燃料下最大重量     | 19,958公斤（44,000磅）                                                      | 19,958公斤（44,000磅）                                                      | 28,259公斤（62,300磅） LR：28,801公斤（63,495磅）                                                             | 31,751公斤（70,000磅） LR：32,024公斤（70,600磅）                                                             | 31,751公斤（70,000磅） LR：32,024公斤（70,600磅）                                                             | 35,154公斤（77,500磅）                                                                                            |
| 最大起飛重量         | 24,091公斤（53,000磅）                                                      | 24,091公斤（53,000磅）                                                      | 32,999公斤（72,750磅） ER：34,019公斤（75,000磅） LR：34,926公斤（77,000磅）                                  | 36,504公斤（80,500磅） ER：37,421公斤（82,500磅） LR：38,330公斤（84,500磅）                                  | 36,504公斤（80,500磅） ER：37,421公斤（82,500磅） LR：38,330公斤（84,500磅）                                  | 40,824公斤（90,000磅） EuroLite：38,995公斤（85,968磅） ER：41,640公斤（91,800磅）                                |
| 最高負重             | 6,124公斤（13,500磅）                                                       | 6,124公斤（13,500磅）                                                       | 8,527公斤（18,800磅） LR：9,070公斤（19,995磅）                                                               | 10,319公斤（22,750磅） LR：10,591公斤（23,350磅）                                                             | 10,319公斤（22,750磅） LR：10,591公斤（23,350磅）                                                             | 11,975公斤（26,400磅）                                                                                            |
| 貨艙容量             |                                                                             |                                                                             | 15.5立方米（550立方呎）                                                                                       | 16.8立方米（590立方呎）                                                                                       | 16.8立方米（590立方呎）                                                                                       | 19.4立方米（690立方呎）                                                                                           |
| 最大起飛重量所需跑道 |                                                                             |                                                                             | 1,564米（5,131呎） ER：1,676米（5,499呎） LR：1,851米（6,073呎）                                              | 1,778米（5,833呎） ER：1,861米（6,106呎） LR：1,944米（6,378呎）                                              | 1,778米（5,833呎） ER：1,861米（6,106呎） LR：1,944米（6,378呎）                                              | 1,996米（6,549呎） EuroLite：1,822米（5,978呎） ER：2,079米（6,821呎）                                            |
| 實用升限             | 12,496米（41,000呎）                                                        | 12,496米（41,000呎）                                                        | 12,496米（41,000呎）                                                                                          | 12,496米（41,000呎）                                                                                          | 12,496米（41,000呎）                                                                                          | 12,496米（41,000呎）                                                                                              |
| 一般巡航速度         | 音速0.78倍（829公里／小時，515英里／小時）                                  | 音速0.78倍（829公里／小時，515英里／小時）                                  | 音速0.78倍（829公里／小時，515英里／小時）                                                                    | 音速0.78倍（829公里／小時，515英里／小時）                                                                    | 音速0.8倍（850公里／小時，528英里／小時）                                                                     | 音速0.78倍（829公里／小時，515英里／小時）                                                                        |
| 最高巡航速度         | 音速0.825倍（876公里／小時，544英里／小時）                                 | 音速0.825倍（876公里／小時，544英里／小時）                                 | 音速0.825倍（876公里／小時，544英里／小時）                                                                   | 音速0.83倍（885公里／小時，559英里／小時）                                                                    | 音速0.83倍（885公里／小時，559英里／小時）                                                                    | 音速0.82倍（870公里／小時，541英里／小時）                                                                        |
| 最大續航距離         | ER：3,000公里（1,864英里，1,620海里） LR：3,710公里（2,305英里，2,003海里） | ER：3,045公里（1,895英里，1,644海里） LR：3,713公里（2,307英里，2,004海里） | 2,656公里（1,650英里，1,434海里） ER：3,208公里（1,993英里，1,732海里） LR：3,708公里（2,304英里，2,002海里） | 3,184公里（1,978英里，1,719海里） ER：3,635公里（2,259英里，1,963海里） LR：3,702公里（2,300英里，1,999海里） | 2,500公里（1,550英里，1,350海里） ER：2,950公里（1,833英里，1,593海里） LR：3,385公里（2,104英里，1,828海里） | 2,491公里（1,548英里，1,345海里） EuroLite：1,683公里（1,046英里，909海里） ER：2,843公里（1,766英里，1,535海里） |
| 最高燃料容量         |                                                                             |                                                                             | 8,822公斤（19,450磅）                                                                                         | 8,822公斤（19,450磅）                                                                                         | 8,822公斤（19,450磅）                                                                                         | 8,822公斤（19,450磅）                                                                                             |
| 發動機（2x）         | 通用电气CF34-3A1                                                            | 通用电气CF34-3B1                                                            | 通用电气CF34-8C5B1                                                                                            | 通用电气CF34-8C5                                                                                              | 通用电气CF34-8C5                                                                                              | 通用电气CF34-8C5A1                                                                                                |
| 起飛推力（2x）       | ER：38.83千牛（8,729磅） LR：41.01千牛（9,220磅）                           | ER：38.83千牛（8,729磅） LR：41.01千牛（9,220磅）                           | 56.4千牛（12,670磅）                                                                                          | 58.4千牛（13,123磅）                                                                                          | 59.4千牛（13,360磅）                                                                                          | 60.6千牛（13,630磅）                                                                                              |

參考：

## 空難事故
- 2004年11月21日，中國東方航空5210號班機執行飛行任務，在包頭機場起飛後不久墜毀在機場附近公園的湖中，機上55人全部罹難，同時導致地面2人死亡；事後中國民用航空總局下令停飛同型號飛機，一個月後批准復飛。该空难事故原因官方说法是由于尾翼结霜未清理，导致飞机失速，无法控制。
- 2004年10月14日，頂點航空3701班機使用CRJ-200執行調度的任務，但因為飛行員罕見的爬升至飛機引擎所能負荷的最大高度41000英呎（一般不會超過37000英呎）導致雙引擎失效，加上在高空中氧氣稀薄而無法重啟引擎，最終導致墜毀，機上共兩名機組人員遇難。
- 2014年8月26日，华夏航空2674号班机（CRJ-900，注册编号B-3363）在重庆江北国际机场20R跑道起飞时中断起飞，随即与地面标志牌刮蹭，飞机6处受损。[18]
- 2016年1月8日，瑞典西方航空294號班機空難原定自挪威奧斯陸加勒穆恩機場飛往特羅姆瑟機場，在起飛大約30分鐘後其中一個俯仰儀發生故障，致使儀表顯示器出現錯誤的姿態指示。機組隨後的操作造成了空間迷向，最終失去對飛機的控制墜毀。機上共兩名機組人員全部遇難。
- 2018年7月4日上午，华夏航空执飞呼和浩特（约9:00起飞）—通辽（约10:20落地）航班，航班号G5-2683，机型庞巴迪-900，在飞机准备在通辽机场降落时，飞机在离地大约9米高度上，机长将手放在油门杆下方操作油门，错误地将飞机左右两台发动机全部一起关闭了动力，致使飞机无动力落地后刹车失常，导致飞机左右全部机轮刹车爆胎，轮毂损坏严重，造成通辽机场关闭。[19]
- 2021年8月29日18:14，华夏航空机号为B-3250的CRJ-900型飞机执行G54394航班（新疆库尔勒–阿克苏）在阿克苏机场着陆后滑出跑道，在疏散撤离过程中有4名旅客轻微擦伤[20]。20点50分飞机被拖离事发区域。21点30分机场恢复正常。初步调查表明：“事发当天有雷阵雨，华夏航空机组有较强落地意愿，塔台通报跑道处于湿滑状态，机组在着陆时偏高，飞机接地点靠前，机组收反推早，使用刹车晚，最终导致冲出跑道”。[21]
- 2024年7月24日，尼泊爾太阳航空一架从加德滿都國際機場飛往博卡拉国际机场的CRJ-200客机在起飛时墜毀，機上載有19人。[22][23]
- 2025年1月29日，美鷹航空5342號班機一架由威奇托飛往朗奴·列根華盛頓國家機場的龐巴迪CRJ701ER客機，於最後進場階段在美國列根華盛頓國家機場附近波多馬克河上空與一架美國陸航UH-60直升機相撞後墜入波多馬克河。全機60名乘客及4名機組人員共64人均罹難。
- 2025年2月17日，达美连接航空一架庞巴迪CRJ-900-LR客機在皮爾森機場降落時，客機翻转並起火。機上80人一共19人受傷，當中3人危殆，無人罹難。[24]

## 外部連結
- （英文）龐巴迪宇航公司CRJ主頁 （页面存档备份，存于）